# ESA Brive
L'Etoile Sportive Aiglons Briviste-la-Gaillarde (The Sporting sao Eagles Briviste), thường được gọi là ESA Brive, là một câu lạc bộ bóng đá Pháp có trụ sở tại Brive-la-Gaillarde.

## Lịch sử
ESA được thành lập vào năm 1920 và chơi tại Stade André Pestourie, nơi có 3.000 chỗ ngồi.

## Cựu cầu thủ đáng chú ý
Laurent Koscielny (sinh năm 1985) chơi từ 1995-1997 và 1998-2002

## liên kết ngoài
- Trang web chính thức